# Archinuè
Archinué è un gruppo musicale italiano, formatosi a Catania nel 1991.
Il nome deriva dalla parola siciliana Arch'i Nué (forma contratta di Arcu di Nué) che significa letteralmente "arco di Noè" (cioè l'arcobaleno).

## Storia
Autore e compositore dei testi firmati Archinué è Francesco Sciacca autore anche de  La Marcia dei Santi. (Festival di Sanremo),  Lo sfratto di Tarzan. (Sanremo Giovani) e Radiofonico cantata con Nino Frassica;
Il primo lavoro è  Chiudi la porta della sera. Nel 1998 partecipa come etichetta indipendente all'evento Sonica. Il  brano Il mercante d'arte si classifica al primo posto del Lennon Festival (IV edizione) da cui viene tratto anche il loro primo video-clip. In questi anni è assidua la loro presenza ai caffè-concerto nei music pub di tutta la Sicilia, esperienza che li ha portati a sviluppare un contatto diretto col pubblico.
Nel 1999 Archinué si classifica primo alle selezioni regionali del Premio Mia Martini e ricevono il Premio speciale del Pubblico alla finale nazionale.
Nell'ottobre dello stesso anno partecipa all'Accademia della Canzone di Sanremo e, dopo aver superato le selezioni regionali e nazionali, arriva alla finale.
Nel 2002 partecipa al Festival di Sanremo nella categoria Giovani, dove si è classificato al quinto posto con la canzone La marcia dei Santi, che ottenne anche il premio "Mia Martini" della critica (nella categoria "Nuove proposte") e il premio "Sala stampa radio-tv".
L'8 marzo 2002 è stato pubblicato il  primo album, Oltremare, che contiene anche la canzone con la quale avevano partecipato al festival. A giugno dello stesso anno partecipa a Un disco per l'estate col brano Stretto di notte.
Nel 2008 esce il singolo  RADIOFONICO.. Lo stesso anno esce il film Soli al fronte di Giorgio Bruno di cui hanno curato (insieme ad Angelo d'Agata) la colonna sonora.
La naturale “escalation”, ha visto Archinué protagonista di manifestazioni e programmi televisivi quali Sanremo Famosi, Sanremo Giovani, Festival di Sanremo, Domenica In, Sanremo Top, I Fatti Vostri, Un Disco per l'Estate nella sezione Big e tournée estive a fianco di musicisti di fama nazionale ed internazionale come Biagio Antonacci e Bill Wyman (tour 2002), Kool & the gang e Earth Wind end Fire (tour 2003) fino alle ultime collaborazioni con Solomon Burke (in Sognando Las Vegas), ha portato al gruppo molteplici riconoscimenti da parte degli addetti ai lavori e del grande pubblico.
Il 12 febbraio 2009 è stato presentato, durante il 10º Festival della nuova canzone siciliana, l'album L'uscita dell'uomo dalla tangenziale composto da 11 canzoni in chiave cavalleresca come Furiosa Angelica, La figlia del re, Dulcinea, nonché da brani ispirati a storie di vite come Fragole danesi e Così è la Vita.
Presente nell'album anche una versione del singolo Radiofonico con la partecipazione di Nino Frassica;
Il singolo estratto dall'album è "Il Viaggio" il cui video, girato al centro storico di Catania vede la collaborazione di Naike Rivelli, attrice e figlia di Ornella Muti.
Il 28 maggio ottengono il Premio della critica per il miglior testo al 10º Festival della nuova canzone siciliana, con il brano “Dulcinea” ispirato al Don Chisciotte di Cervantes. 
Ad agosto 2014 esce sui network nazionali l'EP  Tutto l'Oro del Mondo un cd contenente due inediti, il brano omonimo e la ballata “Semmai Sarà” . Il CD contiene anche il videoclip di “Tutto l'oro del Mondo”
Ad Aprile 2016 viene pubblicato il CD "Biancaneve non vuole svegliarsi" con otto brani inediti, una riedizione del brano "Oltremare" già inserito nell'album omonimo del 2002 stavolta in versione acustica e una versione del brano  CANTA E CUNTA. di Rosa Balistreri. Il primo singolo estratto è “Biancaneve non vuole svegliarsi” accompagnato da un divertente video la cui sceneggiatura ripercorre fedelmente il testo del brano scritto da Francesco Sciacca.
Ad Agosto 2018 viene pubblicato il singolo ed il video di "Corteo" testo e musica di Francesco Sciacca arrangiamenti Archinué.
2018 il brano “Sono un supereroe” (inedito), viene inserito come colonna sonora del film corto omonimo; il Brano vince il Premio Speciale Catania Film Fest Gold Elaphant World come migliore colonna sonora.
2019 Vincitore, con il brano CORTEO,  delle selezioni regionali e ammessi alle finali Nazionali dell’EUROPEAN SOCIAL SOUND CONTEST che si svolgeranno a MATERA a Dicembre (2019)
2020 viene pubblicato il video di “Tempu ammutta Tempu” un brano in dialetto siciliano sulla libertà in periodo Covid;
2023 il Testo di  DULCINEA. già premio della critica alla X ed. del festival della canzone siciliana è inserito analizzato e studiato in una tesi di Dottorato presentata all’Università di Murcia in Spagna. Titolo della Tesi: La recepción del Quijote en la cultura siciliana desde el siglo XVIII hasta nuestros días.

## Collaborazioni
Archinué ha collaborato con Solomon Burke, suonato nel tour italiano di Bill Wyman & the Rhythm Kings, con i Kool & the Gang e con gli Earth Wind & Fire, cantato e registrato con Nino Frassica il brano "Radiofonico" contenuto nel CD "L'Uscita Dell'Uomo Dalla Tangenziale", ha collaborato con l'attrice Naike Rivelli nella stesura del Video de " Il Viaggio" .

## Discografia

### Album
- 2002 - Oltremare
- 2009 - L'uscita dell'uomo dalla Tangenziale
- 2016 - Biancaneve non vuole svegliarsi

### EP
- 2014 - Tutto l'oro del Mondo

### Singoli
- 2008 - Radiofonico
- 2017 - Corteo
- 2020 -  Tempu ammutta tempu.